# Zyklische Anordnung

Fünf zyklisch angeordnete Elemente.

Eine zyklische Anordnung ist eine Anordnung auf einem Kreis (bzw. Kreis (Graphentheorie)). Beispielsweise sind Uhrzeiten, Wochentage oder Monate zyklisch angeordnet.

## Mathematische Definition
Eine zyklische Anordnung auf einer Menge {\displaystyle X} ist eine Relation {\displaystyle R\subset X^{3}} auf Tripeln von Elementen aus {\displaystyle X} mit folgenden Eigenschaften:
- Wenn {\displaystyle \left[a,b,c\right]} zyklisch angeordnet ist, dann auch {\displaystyle \left[b,c,a\right]}.
- Wenn {\displaystyle \left[a,b,c\right]} zyklisch angeordnet ist, dann ist {\displaystyle \left[b,a,c\right]} nicht zyklisch angeordnet.
- Wenn {\displaystyle \left[a,b,c\right]} und {\displaystyle \left[a,c,d\right]} zyklisch angeordnet sind, dann ist auch {\displaystyle \left[a,b,d\right]} zyklisch angeordnet.
- Wenn {\displaystyle a,b,c} unterschiedliche Elemente sind, dann ist entweder {\displaystyle \left[a,b,c\right]} oder {\displaystyle \left[c,b,a\right]} zyklisch angeordnet.

## Zusammenhang mit linearen Ordnungen
Wenn {\displaystyle X} linear angeordnet ist, dann hat man auch eine zyklische Anordnung durch
{\displaystyle \left[a,b,c\right]\Longleftrightarrow a<b<c{\mbox{ oder }}b<c<a{\mbox{ oder }}c<a<b}.

auf hat man die lineare Ordnung, auf die lineare Ordnung auf die lineare Ordnung.

Für eine zyklische Anordnung kann man zu jedem {\displaystyle x\in X} eine lineare Anordnung auf {\displaystyle X\setminus \left\{x\right\}} definieren durch
{\displaystyle a<_{x}b\Longleftrightarrow \left[x,a,b\right]}.
Für zwei Elemente {\displaystyle x,y\in X} stimmen die so definierten linearen Anordnungen auf {\displaystyle X\setminus \left\{x,y\right\}} überein mit der Ausnahme von {\displaystyle a<_{x}y<_{x}b\Leftrightarrow b<_{y}x<_{y}a}.